# Pascal Picci
Pascal Picci (1958) é um empresário italiano e o atual presidente e diretor executivo da Longbow Finance S.A., uma companhia da Suíça que atua no setor de investimentos financeiros.
Em meados de 2016, ele também assumiu a presidência da Sauber Holding AG, grupo que controlava a equipe de Fórmula 1 da Sauber, após a Longbow Finance adquirir a maior parte das ações desta equipe que foi fundada em 1993 para disputar a categoria máxima do automobilismo mundial. Com isso, seu fundador e ex-presidente, Peter Sauber, se aposentou.
Em junho de 2018, foi confirmado que a Longbow Finance transferiu sua participação na Sauber para a Islero Investments AG, uma empresa com sede em Hinwil — mesma cidade-sede da equipe — criada pela Longbow Finance e, que tem na sua composição acionária nomes como o próprio Pascal Picci, além de Alessandro Bravi e Frédéric Vasseur, este último sendo o então diretor executivo e chefe de equipe da Sauber.
A equipe de Fórmula 1 da Sauber foi renomeada para Alfa Romeo Racing no início de 2019. Porém, a propriedade e a administração da equipe permaneceram inalteradas e independentes.
No início de novembro de 2021, ele anunciou que havia pedido demissão do comandante da Sauber Motorsport AG, empresa-mãe da equipe de Fórmula 1 que compete sob o nome de Alfa Romeo. Posteriormente, ele revelou que a decisão foi motivada por desentendimentos com o chefe da equipe Frédéric Vasseur.